# Gòfer de Veneçuela
El gòfer de Veneçuela (Cratogeomys fulvescens) és una espècie de mamífer rosegador de la família dels geòmids. És endèmica de Mèxic, on habita la Conca Oriental des de l'est de Puebla i el nord de Veracruz fins a l'oest de la base del volcà La Malinche, Tlaxcala. El seu hàbitat natural són els herbassars i els boscos temperats de pins i roures. Viu en altituds que van dels 2.300 als 2.700 metres. Tot i que el seu hàbitat natural minva per l'agricultura i la urbanització, no hi ha cap amenaça coneguda, i per això és classificat al grup de risc mínim a la Llista Vermella de la UICN.

## Ecologia i hàbitat
És una espècie herbívora que s'alimenta sobretot d'arrels de plantes i que viu en praderies i boscos temperats de pi i roure.

## Taxonomia
Aquesta espècie que va ser originalment descrita per Clinton Hart Merriam el 1895, va ser cataloga posteriorment com a subespècie de C. merriami juntament amb d'altres per Russell. Recents estudis dels cromosomes han revelat diferències en el nombre diploide i per aquesta raó Hafner et al. van restaurar-li la categoria d'espècie.
No s'han descrit subespècies.